# Kota Padang (Semendo Darat Tengah)
Kota Padang is een bestuurslaag in het regentschap Muara Enim van de provincie Zuid-Sumatra, Indonesië. Kota Padang telt 524 inwoners (volkstelling 2010).